# Branislav Milošević
Branislav Milošević (in serbo Бpaниcлaв Mилoшeвић?; Valjevo, 13 maggio 1988) è un calciatore serbo, difensore svincolato.

## Caratteristiche tecniche
Terzino destro, può adattarsi anche sulla fascia opposta giocando nel medesimo ruolo.

## Palmarès

### Club

#### Competizioni nazionali
- Prva Liga Srbija: 1

BSK Borča: 2008-2009